# کوستکی (استان ماسوویان)
کوستکی (به لهستانی:  Kostki) یک روستا در لهستان است که در گمینا سوکوووف پودلاسکی واقع شده‌است.